# Universidade do Estado do Arizona
A Universidade Estadual do Arizona (em inglês, Arizona State University) é uma universidade pública do estado do Arizona, nos Estados Unidos da América. Seu campus, na cidade de Tempe, é o terceiro maior em registro de alunos do país, com um corpo discente de 51.481.
Curso de graduação do ASU é classificado 65 entre as universidades públicas dos EUA e 132 de 280 "universidades nacionais" pelo 2012 US News and World Report e classificação Relatório Mundial de faculdades e universidades dos EUA e, pelo quarto ano consecutivo, a ASU foi classificado no top 10 para "Up and Coming" universidades em os EUA, para melhorias substanciais para acadêmicos e para instalações. Além disso, a ASU é classificada 78 do mundo / 45 em os EUA pelo Academic Ranking of World Universities e foi nomeada como um dos "America's Best College Buys" pela revista Forbes.